# قلقل داعب
قلقل داعب (الاسم العلمي:Abrus lusorius) هو نوع من النباتات يتبع جنس القلقل من الفصيلة البقولية.